# Stefan Uroš III Dečanski
Stefan Uroš III Dečanski Nemanjic, en serbe cyrillique Стефан Урош III Дечански Немањић français: Étienne Decanski, roi de Serbie de 1321 à 1331, souverain serbe de la dynastie des Nemanjić, fils du roi Milutin, et saint de l’Église orthodoxe.

## Présentation
Stefan (Étienne) est le fils du roi Stefan Milutin. Il a postérieurement reçu le surnom de Dečanski, en raison de sa fondation du Monastère de Visoki Dečani (les hauts Decani) en 1327.
Sa date de naissance est inconnue ; certains historiens estiment qu'il serait né vers 1275.

## Apanage en Zeta
Peut-être dès 1299, et avec certitude à partir de 1309, il reçoit le gouvernement de la Zeta.
Il se révolte cependant contre son père en 1314, avec l'aide d'une partie de la noblesse serbe. Il est cependant défait et capturé. 
Milutin fait enchainer son fils et l'emmene à Skopje. Là-bas, selon le rite hérité de Byzance, il lui fait crever les yeux. En effet, un aveugle n'a pas le droit au trône. Stefan est alors exilé à Constantinople avec sa femme et ses fils, à la cour d'Andronic II. L'un des enfants de Stefan est le futur empereur Dusan.
Le futur roi est enfermé au monastère du Pantocrator de Constantinople où sa douceur et sa patience lui attirent la bonté des moines, en dépit des terribles épreuves subies. C'est dans ce monastère que Saint Nicolas lui apparaîtra un jour et lui rendra la vue.

## Lutte pour le trône de Serbie
À la mort de son père Milutin en 1321, Stefan revient en Serbie. Vladislav le fils de Dragutin a récupéré les terres de son père. Son demi-frère Stefan Konstantin est déjà en Serbie prêt à se battre pour récupérer le trône de Serbie. Mais très vite, Stefan réussit à s'allier avec l'Église serbe et plus important encore, la noblesse. Sa vue normale étant revenue, Stefan devient roi de toutes les terres serbes et du littoral, le 6 janvier 1322, sous le nom de Stefan (Étienne) Uros III.
Il est donc roi des Serbes, mais il n'a pas encore autorité sur toutes les terres serbes. En effet, son cousin Vladislav est encore à la tête du royaume de son père. En 1323, Stefan saisit l'occasion de déclarer la guerre à son cousin lorsque celui-ci ne respecte pas l'accord passé entre les deux rois au sujet de la mine d'argent de Rudnik. Jusqu'en 1326, la guerre se poursuit entre les deux cousins jusqu'à la victoire de Stefan. Vladislav s'enfuit en Hongrie.

## Dubrovnik choisit le camp de Vladislav
La république de Dubrovnik, elle, choisit de soutenir Vladislav. Stefan fait intervenir les chevaliers serbes contre la cité marchande. Très vite, ne pouvant résister aux chevaliers serbes sur les champs de bataille, les soldats dalmates se retranchent derrière les murs de la ville.
Les Serbes, eux, ne peuvent prendre d'assaut les murs de la ville. La situation reste bloquée jusqu'au 26 mars 1326 où la paix est signée.

## Le règne

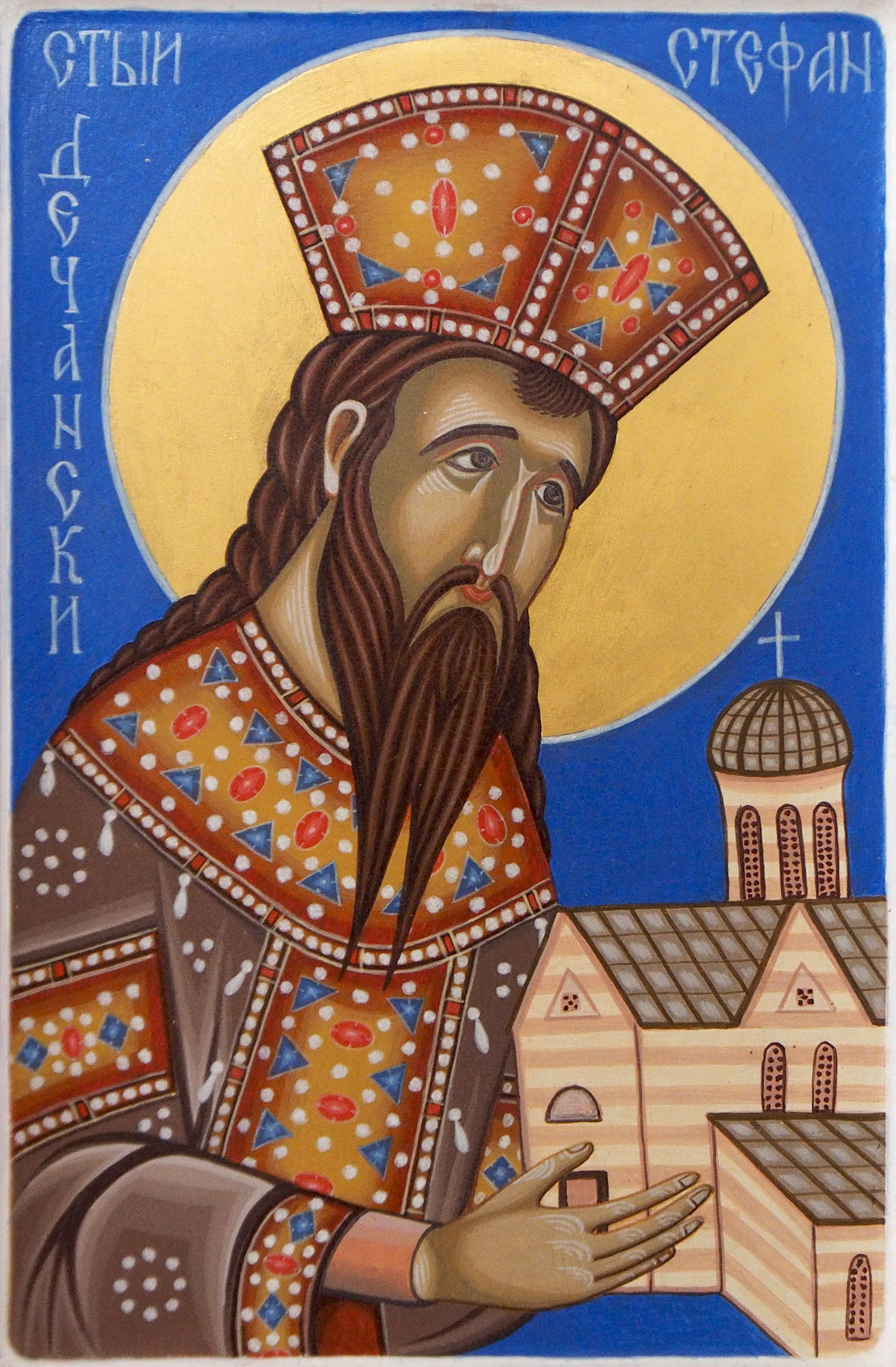
Icône représentant le roi, au monastère orthodoxe serbe, Jasenovac, Croatie.

En 1327, Stefan se met au service de l'empereur byzantin Andronic II, alors en conflit avec son petit-fils Andronic III.
Andronic III a le soutien de l'empereur Bulgare Michel Sismanivic.
En 1330, Andronic III et Sismanivic décident d'attaquer la Serbie. Stefan Decanski rassemble une armée composée de soldats serbes d'expérience qui ont déjà combattu à plusieurs reprises contre son cousin, avec en plus des mercenaires catalans, saxons et surtout une troupe d'élite de cavalerie serbe préparée et dirigée par Dusan.
La bataille de Velbazhd, près de Kyoustendil, le 28 juillet 1330, est un tournant dans l'histoire de l'Europe du Sud-Est, les Bulgares et l'armée d'Andronic III sont sévèrement battus. Michel Sismanivic trouve la mort pendant la bataille. Cette bataille victorieuse marque le début de la domination serbe en Europe du Sud-Est, jusqu'à la Bataille de Kosovo Polje de 1389.
Pour faire définitivement disparaître la « menace » bulgare, Stefan installe sur le trône de Bulgarie le fils de sa sœur Anne, Ivan Stefan. Puis, il rassemble son armée pour occuper les villes byzantines de Vélès, Chtip, Prosek et Dobrun.
Stefan Decanski se consacre ensuite à la construction de son monastère, le monastère Decanski. Sa construction a débuté en 1327, mais Stefan ne verra jamais son monastère terminé. Son fils Dusan qu'il a eu avec sa première femme Théodora et qui a vécu avec lui son exil à Constantinople, organise le désordre en Serbie et profite d'une trêve avec son père pour lui prendre la couronne. Il enferme son père à Zvečan où celui-ci meurt en prison, sûrement empoisonné.
Stefan qui a organisé la rébellion contre son père Milutin subit la même loi de la part de sa progéniture.
Malgré un règne court, Stefan donne à la Serbie une puissance militaire et le monastère de Decanski, achevé quatre ans après sa mort, en 1335. Il a aussi un second fils, Siméon (en serbe : Siniša), avec la princesse María Paléologue, qui comme Dusan est empereur. Stefan est canonisé par l’Église en raison de sa vie sainte, et ses reliques sont encore aujourd'hui incorrompues.